# 安妮·麥克拉倫
安妮·勞拉·多琳西婭·麥克拉倫（英語：Dame Anne Laura Dorinthea McLaren，1927年4月26日—2007年7月7日），英國生物學家，是發展生物學研究的領軍人物。她的工作有助于促成人类体外人工受精。此外她還擔任過皇家学会的幹部。